# Lijst van World Series Formule V8 3.5-coureurs
De volgende coureurs hebben zich ten minste één keer ingeschreven voor een Formule V8 3.5-, een Formule Renault 3.5 Series- of een World Series by Nissan-race tussen 1998 en 2017. Alle coureurs die Formule 1-races hebben gereden, staan cursief afgedrukt.

## A
- Daniel Abt
- Mariano Acebal
- Sergej Afanasjev
- Riccardo Agostini
- Rui Águas
- Jack Aitken
- Zoël Amberg
- Filipe Albuquerque
- Aleix Alcaraz
- Jaime Alguersuari
- Paulo Alho
- Michail Aljosjin  - Kampioen 2010
- Fernando Alonso  - Kampioen 1999
- Juan Cruz Álvarez
- Jérôme d'Ambrosio
- Michael Ammermüller
- Giovanni Anapoli
- Didier André
- Richard Antinucci
- Philo Paz Patric Armand

## B
- Bertrand Baguette  - Kampioen 2009
- Vitor Baptista
- Álvaro Barba
- Marco Barba
- Sven Barth
- Andrea Belicchi
- Ivan Bellarosa
- Mehdi Bennani
- Philippe Bénoliel
- Enrique Bernoldi
- Nathanaël Berthon
- Bruno Besson
- Jules Bianchi
- René Binder
- Sam Bird
- Matteo Bobbi
- Marco Bonanomi
- Alessandro Bonetti
- Bruno Bonifacio
- David Bosch
- Will Bratt
- William Buller
- Ángel Burgueño
- Giuseppe Burlotti
- Meindert van Buuren
- Yelmer Buurman

## C
- Nicola Cadei
- Tatiana Calderón
- Joël Camathias
- Davide Campana
- Sergio Canamasas
- Claudio Cantelli
- Fábio Carbone
- Adam Carroll
- Miguel Ángel de Castro
- Greg Caton
- Ramón Caus
- Johnny Cecotto jr.
- Alfonso Celis Jr.
- Karun Chandhok
- Jan Charouz
- Henrique Chaves
- Max Chilton
- Alessandro Ciompi
- Giuseppe Cipriani
- Chris Clark
- Dani Clos
- Gavin Cronje
- Jonathan Cochet
- Stefano Coletti
- Máximo Cortés
- Albert Costa
- André Couto
- Yann Cunha
- Siso Cunill

## D
- Jérôme Dalla Lana
- Alx Danielsson  - Kampioen 2006
- Laurent Delahaye
- Louis Delétraz
- Geoffrey Dellus
- Boris Derichebourg
- Tom Dillmann  - Kampioen 2016
- Danilo Dirani
- Pablo Donoso
- Chris van der Drift
- Milka Duno
- Salvador Durán

## E
- Wagner Ebrahim
- Paul Edwards
- Tio Ellinas
- Diego Encinella

## F
- Abel Fajas
- Pietro Fantin
- Damien Faulkner
- Fairuz Fauzy
- António Félix da Costa
- Victor Fernández
- Angelo Ferrazano
- Nicolás Filiberti
- Damiano Fioravanti
- Ralph Firman
- Pietro Fittipaldi  - Kampioen 2017
- Colin Fleming
- Alex Fontana
- Lucas Foresti
- Gregory Franchi
- Robin Frijns  - Kampioen 2012
- Ryo Fukuda

## G
- Grégoire de Galzain
- Benoit Garnier
- Antonio García  - Kampioen 2000
- Borja García
- Sergio García
- Víctor García
- Ricardo García Galiano
- Giedo van der Garde  - Kampioen 2008
- Pierre Gasly
- Michele Gasparini
- Alessandro Gavazzoni
- Patrice Gay
- Sean Gelael
- Marc Gené  - Kampioen 1998
- Luca Ghiotto
- Vittorio Ghirelli
- Raffaele Giammaria
- Manuel Gião
- Luciano Gomide
- Tristan Gommendy
- Ricardo González
- Roberto González
- Balba González-Camino
- Frédéric Gosparini
- Guillaume Greuet
- Walter Grubmüller
- Esteban Guerrieri

## H
- Frederic Haglund
- Ben Hanley
- Brendon Hartley
- Tobias Hegewald
- Michael Herck
- Sergio Hernández
- Carlos Huertas

## I
- Carlos Iaconelli
- Leandro Iglesias
- Tamás Illés
- Matevos Isaakyan

## J
- Jazeman Jaafar
- Artur Janosz
- Oliver Jarvis
- Daniël de Jong
- Bruce Jouanny
- Julien Jousse
- Edwin Jowsey

## K
- Yu Kanamaru
- Steven Kane
- Narain Karthikeyan
- Richard Keen
- Michael Keohane
- Robbie Kerr
- Charlie Kimball
- Tamás Pál Kiss
- Pascal Kochem
- Kevin Korjus
- Tomáš Kostka
- Heikki Kovalainen  - Kampioen 2004
- Robert Kubica  - Kampioen 2005
- Keisuke Kunimoto

## L
- Jaap van Lagen
- Matias Laine
- Jon Lancaster
- Nicholas Latifi
- Julian Leal
- Walter Lechner jr.
- Bas Leinders
- Federico Leo
- Vitantonio Liuzzi
- Lluis Llobet
- Alex Lloyd

## M
- Xavier Maassen
- Cristián MacKenna
- Kevin Magnussen  - Kampioen 2013
- Pastor Maldonado
- Gustav Malja
- Pippa Mann
- Greg Mansell
- Mihai Marinescu
- Alexandre Marsoin
- Carlos Martín
- John Martin
- Marcos Martínez
- Sebastián Martino
- Nikolay Martsenko
- Nelson Mason
- Roman Mavlanov
- Sean McIntosh
- Daniel McKenzie
- Maurizio Mediani
- Ricardo Megre
- Nigel Melker
- Jaime Melo, Jr.
- Diego Menchaca
- Bruno Méndez
- Matteo Meneghello
- Roberto Merhi
- Celso Míguez
- Nicolas Minassian
- Miguel Molina González
- Giorgio Mondini
- Ferdinando Monfardini
- Franck Montagny  - Kampioen 2001, 2003
- Christian Montanari
- Tiago Monteiro
- Nil Montserrat
- Guillaume Moreau
- Cristiano Morgado
- Edoardo Mortara
- Riccardo Moscatelli
- Daniil Move
- Nico Müller

## N
- Norman Nato
- Fernando Navarette
- Anton Nebylitskiy
- André Negrão
- Roy Nissany
- Paolo Maria Nocera
- Jordi Nogués
- Alejandro Núñez

## O
- Esteban Ocon
- Victor Ordóñez
- Antonio Oriol
- Egor Orudzhev

## P
- Gianantonio Pacchioni
- Simon Pagenaud
- Alex Palou
- Nelson Panciatici
- Aurélien Panis
- Giorgio Pantano
- Francesca Pardini
- Álvaro Parente  - Kampioen 2007
- Damien Pasini
- Miloš Pavlović
- Matteo Pellegrino
- Sten Pentus
- Carlos Pereira
- Franck Perera
- Richard Philippe
- Arthur Pic
- Charles Pic
- Clivio Piccione
- Emmanuel Piget
- Patrick Pilet
- Olivier Pla
- José Manuel Pérez-Aicart
- José Maria Pérez Fontán
- Félix Porteiro
- Santiago Porteiro
- Will Power
- Andy Priaulx
- Stefano Proetto
- Nicolas Prost
- Frankie Provenzano

## R
- César Ramos
- Thomas Randle
- Jean-Christophe Ravier
- Luiz Razia
- Fernando Rees
- Giacomo Ricci
- Daniel Ricciardo
- Stéphane Richelmi
- Davide Rigon
- Ricardo Risatti
- Tuka Rocha
- Andrea Roda
- Roldán Rodríguez
- Mario Romancini
- Riccardo Ronchi
- Daniel la Rosa
- Jake Rosenzweig
- Alexander Rossi
- James Rossiter
- Oliver Rowland  - Kampioen 2015

## S
- Pasquale di Sabatino
- Carlos Sainz jr.  - Kampioen 2014
- Filip Salaquarda
- Éric Salignon
- Pablo Sánchez López
- Stefano Sanesi
- Federico Sanz
- Rafael Sarandeses
- Stéphane Sarrazin
- Tomas Scheckter
- Harald Schlegelmilch
- Ryan Sharp
- Hayanari Shimoda
- Norbert Siedler
- Sergej Sirotkin
- Brian Smith
- Guy Smith
- Marco Sørensen
- Andy Soucek
- Jamie Spence
- Rodrigo Sperafico
- Richie Stanaway
- David Sterkx
- Will Stevens
- Marlon Stöckinger
- Dean Stoneman
- Dominic Storey
- Peter Sundberg

## T
- Jason Tahincioglu
- Adrien Tambay
- Duncan Tappy
- Giovanni Tedeschi
- Konstantin Tereshchenko
- Johannes Theobald
- Julian Theobald
- Enrico Toccacelo
- Abimael Tomeno
- Roberto Toninelli
- Ezequiel Toya
- Takaya Tsubobayashi
- Óscar Tunjo
- Mathéo Tuscher
- Cameron Twynham

## V
- Aaro Vainio
- Alberto Valerio
- Adrián Vallés
- Davide Valsecchi
- Stoffel Vandoorne
- Matthieu Vaxivière
- Giovanni Venturini
- Jean-Éric Vergne
- Jean Karl Vernay
- Frédéric Vervisch
- Sebastian Vettel
- Julien Vidot
- Ander Vilariño
- Polo Villaamil
- Beitske Visser
- Nyck de Vries

## W
- James Walker
- Danny Watts
- Oliver Webb
- Robert Wickens  - Kampioen 2011
- Steffen Widmann
- Lewis Williamson
- Justin Wilson
- Markus Winkelhock

## Y
- Sergei Yborra
- Nick Yelloly
- Hiroki Yoshimoto

## Z
- Filippo Zadotti
- Daniel Zampieri
- Christopher Zanella
- Mathieu Zangarelli
- Adrian Zaugg
- Nikita Zlobin
- Ricardo Zonta  - Kampioen 2002
- Andreas Zuber

1998 · 1999 · 2000 · 2001 · 2002 · 2003 · 2004 · 2005 · 2006 · 2007 · 2008 · 2009 · 2010 · 2011 · 2012 · 2013 · 2014 · 2015 · 2016 · 2017
Lijst van coureurs